# American Snuff Company
Die American Snuff Company, LLC (bis 2010: Conwood Company, LLC) ist ein amerikanisches Tabakunternehmen und seit 2006 ein Geschäftsbereich des Tabakkonzerns Reynolds American. Das Unternehmen produziert im Schwerpunkt Schnupftabak und generiert rund 7 % des Jahres-Umsatzes von Reynolds American.

## Geschichte
Die Wurzeln der American Snuff Company sind älter als die Vereinigten Staaten. Captain John Garret von der 6. Delaware Miliz hatte während des Amerikanischen Unabhängigkeitskrieges 1782 in Red Clay Creek in Delaware eine Schnupftabakmühle aufgebaut. Die Garret-Marke von 1870 (US-Patent) ist die älteste Marke der Vereinigten Staaten, die ununterbrochen in Nutzung ist.
Das heutige Unternehmen wurde dann 1900 als Conwood Company LLC im Jahr 1900 in New York City gegründet und begann 1904 in Tennessee mit der Herstellung von rauchfreien Tabakprodukten. Von 1986 bis 2006 war Conwood im Besitz der Familie Pritzker aus Chicago. 
Mitte 2006 wurde das Unternehmen für 3,5 Milliarden US-Dollar in bar von Reynolds American übernommen wurde. Im Zuge der Übernahme wurde die Reynolds-Tochter Lane Limited mit dem Unternehmen  verschmolzen. Der Name „American Snuff Company“ wurde 2010 angenommen.

## Unternehmen
Aktuell hat American Snuff drei Einrichtungen, zwei in Tennessee (Memphis und Clarksville) und die andere in Winston-Salem, North Carolina. Ab 2017 erwirtschaftete American Snuff fast 7 % des Jahresumsatzes von Reynolds American. Der derzeitige Präsident der American Snuff Company ist Chris Gemmell.

## Produkte
Die American Snuff Company produziert Hawken Wintergreen Tobacco sowie die Marken Grizzly und Kodiak. Es ist der zweitgrößte Produzent von rauchfreien Tabakprodukten in den Vereinigten Staaten. Zu den Tabakprodukten, die das Unternehmen produziert gehören feuchter Schnupftabak, Kautabak in Form von Loseblatt-, Plug- und Twist-Schnupftabak und trockener Schnupftabak.